# Tienda Nueva
Tienda Nueva es un centro poblado del municipio de Betulia, Santander en Colombia. Comprende zonas bajas, de terrenos planos y húmedos con algunas ondulaciones. En este se encuentra Hidrosogamoso.  Las temperaturas oscilan entre 25 y 30 grados todo el año.  El río Sogamoso bordea la parte norte de esta, que es asimismo atravesada por la carretera que de Bucaramanga conduce a Barrancabermeja. Es además un centro poblado rico en petróleo y ganadería.
Cerca de este se encuentra los centros poblados: La Playa y Tienda Nueva, además de dicho sectores, la vereda comprende otros, como son Casa de barro, El Peaje, Agua Mieluda Baja, Agua Mieluda Alta, Primavera, La Paz y La Coloreña. 
- Datos: Q5964982